# Bahau
Bahau – miasto w Malezji, w stanie Negeri Sembilan. Według danych szacunkowych na rok 2000 liczyło 24 422 mieszkańców.